# Международное морское право
Международное морское право (международное морское публичное право) — совокупность принципов и правовых норм, устанавливающих режим морских пространств и регламентирующих отношения между государствами по вопросам использования Мирового океана. В настоящее время большинство норм международного морского права объединены в Конвенции ООН по морскому праву 1982 года. Все остальные международные договоры (в том числе двусторонние и региональные соглашения), содержащие предписания, касающиеся этой отрасли, в основном дополняют или детализируют нормы Конвенции.

## Субъекты
Субъектами международного морского права являются субъекты международного права, то есть государства и международные межправительственные организации.

## Принципы международного морского права

### Принцип свободы открытого моря
Этот принцип — один из старейших в международном морском праве. Описание ему дал ещё Г. Гроций в своей работе «Mare liberum» 1609 года. Сегодня, согласно Конвенции ООН по морскому праву, он гласит: «Никакое государство не может претендовать на подчинение открытого моря или его части своему суверенитету» (ст. 89); оно открыто для всех государств — как имеющих выход к морю, так и не имеющих его. Свобода открытого моря включает в себя:
- свободу судоходства;
- свободу полётов;
- свободу прокладки трубопроводов и кабелей;
- свободу возводить искусственные острова и другие установки;
- свободу рыболовства;
- свободу научных исследований;

Кроме этого, устанавливается, что открытое море должно использоваться в мирных целях.

### Принцип исключительной юрисдикции государства над судами своего флага в открытом море
Статья 92 Конвенции по морскому праву гласит: торговое судно в открытом море подчиняется исключительной юрисдикции государства своего флага и в его законную деятельность не вправе вмешиваться никто, кроме случаев, когда:
- судно занимается пиратством;
- судно занимается работорговлей;
- судно занимается несанкционированным вещанием, то есть передаёт в нарушение международных правил радио- и телепрограммы, предназначенные для принятия населением (за исключением сигналов бедствия). В этом случае арестовать судно и конфисковать аппаратуру может:
  - государство флага судна;
  - государство регистрации вещательной установки;
  - государство, чьим гражданином является лицо, осуществляющее вещание;
  - любое государство, где могут приниматься передачи;
  - любое государство, санкционированной связи которого такое вещание производит помехи.
- судно не имеет национальности (плывёт без флага);
- судно плывёт без флага или под флагом иностранного государства, но в действительности имеет ту же национальную принадлежность, что и задерживающий военный корабль.

### Принцип мирного использования мирового океана
Другой важный принцип международного морского права — принцип мирного использования Мирового океана. Он следует из принципов мирного разрешения споров и неприменения силы или угрозы силой. В соответствии с ним морские пространства должны использоваться исключительно в мирных целях.

### Принцип защиты морской среды
По-иному: принцип предотвращения загрязнения морской среды. Впервые закреплён в Международной конвенции по предотвращению загрязнения моря нефтью 1954 г. в виде установления запретных для слива нефти с судов зон.

### Принцип иммунитета военных кораблей
Принцип гласит: военные и иные государственные суда, используемые в некоммерческих целях, обладают иммунитетом. Ограничение этому: случаи, когда такие суда нарушают правила мирного прохода через территориальные воды иностранного государства. Власти этого государства могут потребовать немедленно покинуть их территориальные воды. А за любой ущерб, нанесённый военным судном в результате нарушения правил мирного прохода, несёт международную ответственность государство флага.

## Конвенция ООН по морскому праву 1982 года
В 1970 году Генеральная Ассамблея Организации Объединённых Наций приняла резолюцию, объявив ресурсы дна морей и океанов за пределами национальной юрисдикции «общим наследием человечества», которые не вправе присваивать себе ни одно государство или лицо.
В 1973 году Ассамблея созвала третью Конференцию Организации Объединённых Наций по морскому праву, результатом работы которой стало принятие в 1982 году Конвенции Организации Объединённых Наций по морскому праву. В 1994 году было принято дополнительное Соглашение об осуществлении части XI Конвенции. Конвенция и Соглашение вступили в силу соответственно 16 ноября 1994 года и 28 июля 1998 года.
В настоящее время Конвенция подписана 168 и ратифицирована 150 государствами.
Конвенция ООН по морскому праву предусматривает нормативное регулирование следующих международно-правовых институтов:
- территориальное море и прилежащая зона;
- проливы, используемые для международного судоходства;
- архипелажные воды;
- исключительная экономическая зона
- континентальный шельф;
- открытое море;
- международный район морского дна.

### Права государств, не имеющих выхода к морю
Конвенция ООН по морскому праву 1982 года устанавливает определённые права для государств, не имеющих выхода к морю, то есть государств, которые не имеют морского побережья:
- Такие имеют право на доступ к морю и от него в целях осуществления прав, предусмотренных в настоящей Конвенции, в том числе прав, относящихся к свободе открытого моря и общему наследию человечества. С этой целью они пользуются свободой транзита через территории государств транзита всеми транспортными средствами[4]. При этом транзитное движение не подлежит обложению никакими таможенными пошлинами и налогами или другими сборами, за исключением сборов, взимаемых за конкретные услуги, оказываемые в связи с таким движением[5].
- Государства транзита должны принимать все надлежащие меры с целью избежать задержек или других трудностей технического характера в транзитном движении[6].
- Суда, плавающие под флагом государств, не имеющих выхода к морю, пользуются в морских портах тем же режимом, что и режим, который предоставляется другим иностранным судам[7].

## Интересные факты
- Морские споры, наряду с территориальными, составляют значительную часть споров, представляемых государствами в Международный суд ООН, что в самом Суде объясняют общим для всех государств стремлением к экспансии[8].